# Скалатська степова ділянка
Ска́латська степова́ діля́нка — ботанічна пам'ятка природи місцевого значення в Україні. Розташована на території Тернопільського району Тернопільської області, біля села Городниця; лісове урочище «Малинник». 
Площа 0,5 га. Статус надано згідно з рішенням виконавчого комітету Тернопільської обласної ради від 17.11.1969 року № 747. Перебуває у віданні ДП «Тернопільське лісове господарство» (Скалатське лісництво, кв. 43, вид. 10, 12).